# 冬季防線

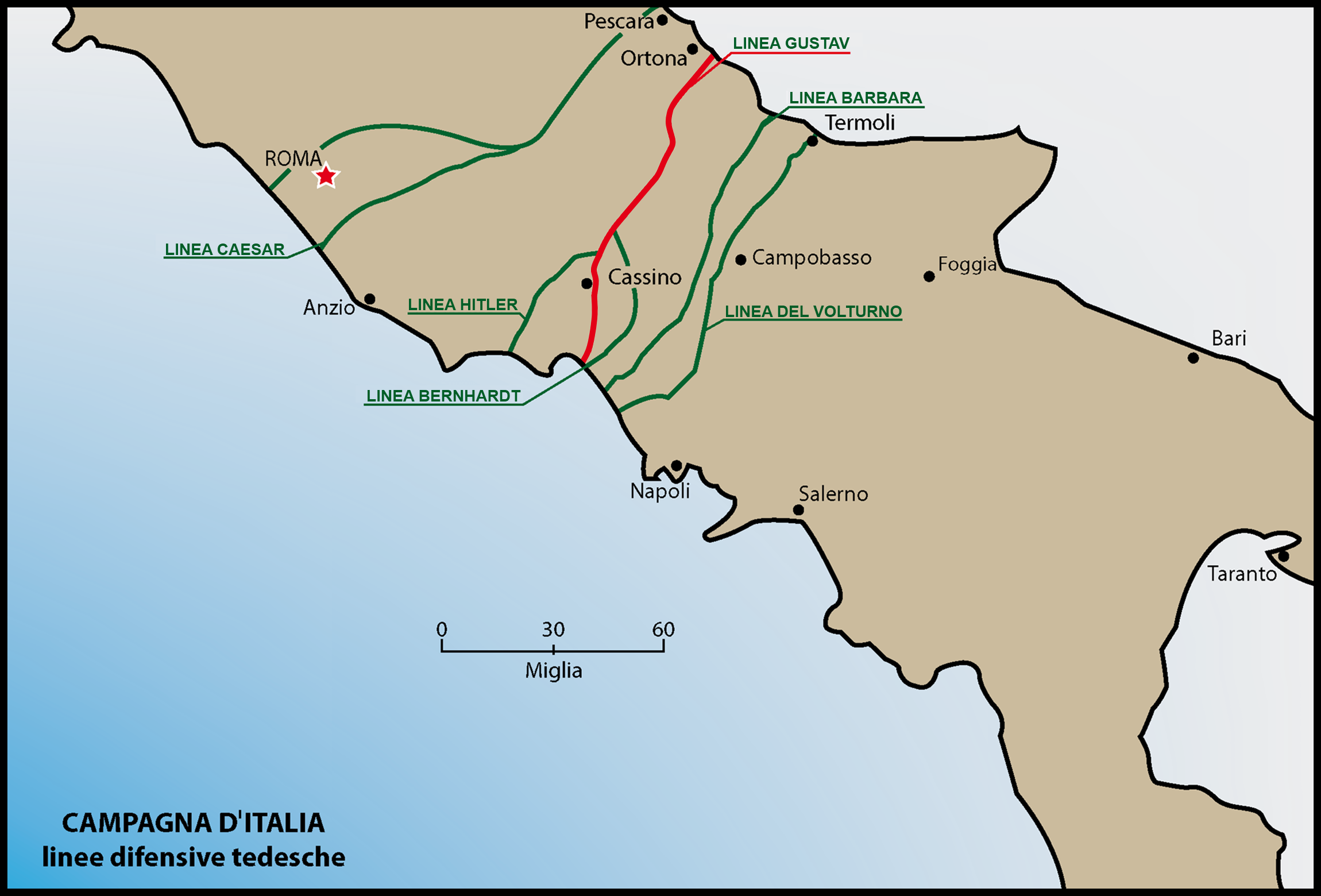
古斯塔夫防線

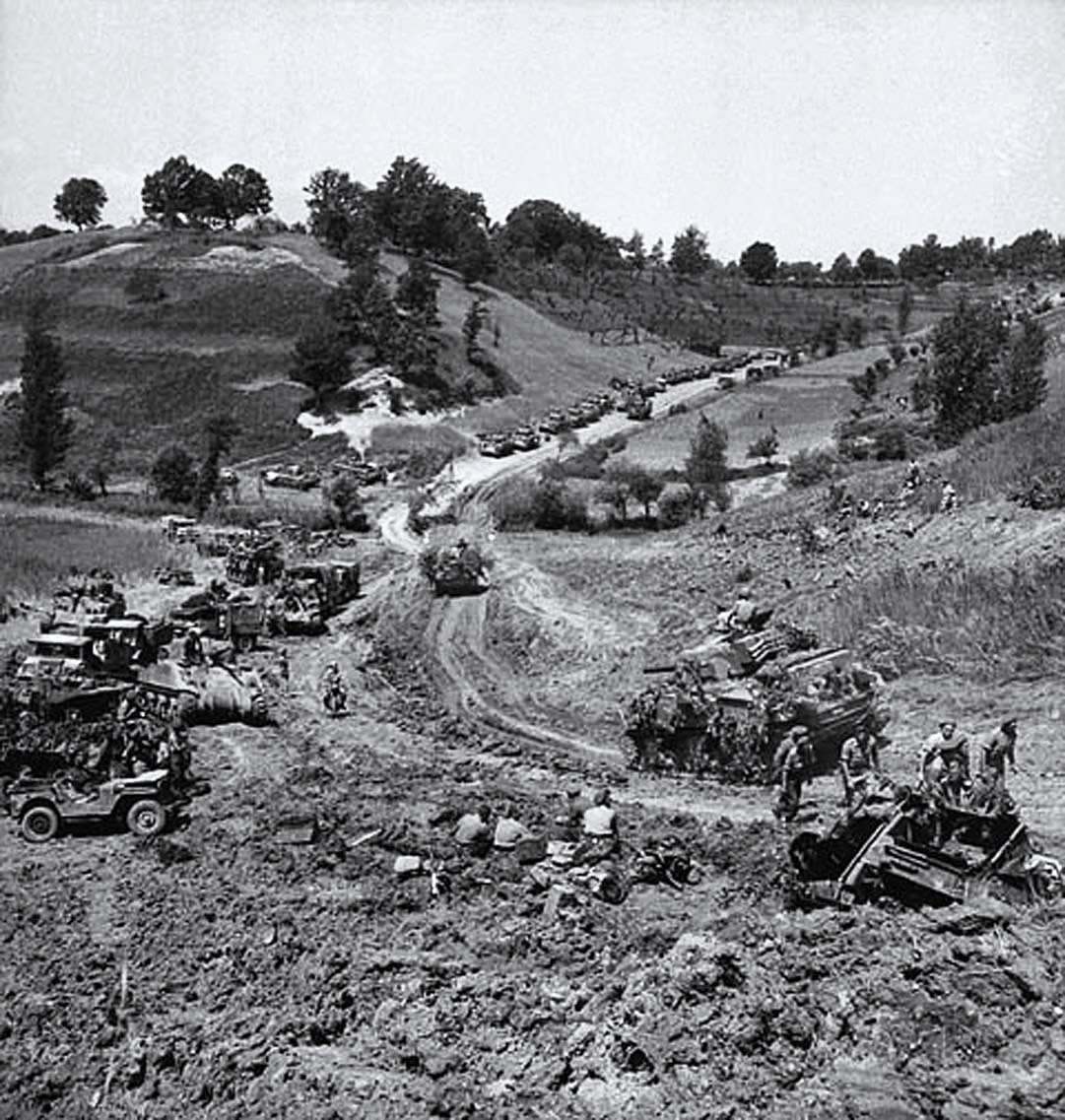
加拿大軍隊從古斯塔夫防線前進到希特勒防線，1944年5月24日

冬季防線，是德軍於第二次世界大戰期間在義大利建立的一系列防禦工事，它是在大戰中由托特組織建設而成，其中最重要的防禦工事，叫古斯塔夫防線，由從北面而來流入西面第勒尼安海的加里利亚诺河經亞平寧山脈到東面亞得里亞海沿岸的桑格羅河。
防線的中心是位於橫跨通過利里河谷，向北通往羅馬的6號公路上的卡西諾鎮，其山上有能俯瞰利里河谷的蒙特卡西諾修道院，卡西諾山令德軍能清楚觀察所有盟軍之進攻，在亞平寧山脈以西有2條輔助防線：在古斯塔夫防線前面是伯恩哈德防線及在後面5英哩的希特勒防線，冬季防線上的碉堡滿佈炮窖、混凝土地下碉堡、可轉動的機關槍砲座、有刺鐵絲網及地雷陣，它是德軍在羅馬以南最強大的防線，防線上佈署了德軍15個師，它令盟軍從1943年11月中至1944年5月底需經苦戰才能通過冬季防線。

## 參考資料

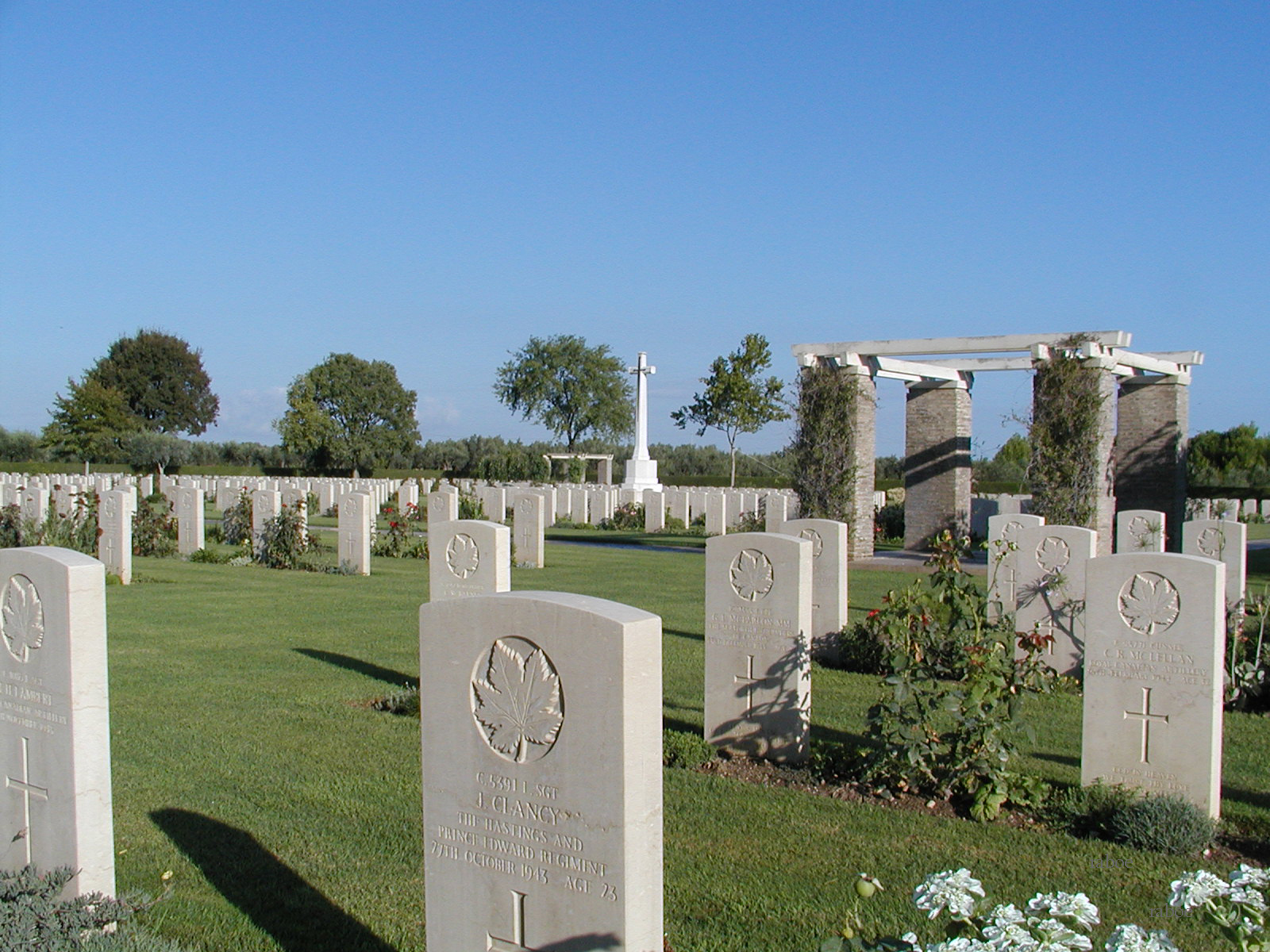
在奧托納的軍人墳墓

## 外部連結
- Map of German defensive lines （页面存档备份，存于）
- The Liri Valley: Canada's Breakthrough to Rome （页面存档备份，存于）